# پیرس باتلر
پیرس باتلر (به انگلیسی: Pierce Butler) سناتور سابق عضو حزب فدرالیست (آمریکا) بود. وی در سال ۱۷۸۹ تا ۱۷۹۵ و ۱۷۹۵ تا ۱۷۹۶ و ۱۸۰۲ تا ۱۸۰۴ میلادی سناتور ایالت کارولینای جنوبی در سنای ایالات متحده آمریکا بود.